# Michel de Creney
Michel de Creney, né à Creney-près-Troyes vers le milieu du XIVe siècle et mort en 1409 à Paris, est un prélat français du XIVe siècle et du début du XVe siècle, évêque d'Auxerre dans l'Yonne.

## Famille
Sa famille est originaire de Troyes (Aube) et semble s'être étendue vers Chaumont-en-Bassigny (Haute-Marne).
Un Guillaume de Creney, qui est peut-être son frère, est chanoine de Troyes. Les registres du chapitre d'Auxerre indiquent sa réception en 1400, et qu'il reçoit la prébende du défunt Guillaume Mouton.
Un autre Michel de Creney, probablement un neveu, est chanoine de l'église Notre-Dame-de-la-Cité d'Auxerre et mentionné en avril 1412. La réception d'un canonicat daté du 11 novembre 1413 le mentionne comme maître ès arts et bachelier en théologie. Il meurt chanoine d'Auxerre en 1457. Il est peut-être le Michel de Creney qui, en tant que trésorier de l’église Saint-Frambould de Senlis, paye en 1407 20 livres à Oudard abbé de Saint-Vincent de Senlis.
Deux semaines avant sa mort (donc fin septembre 1409), notre évêque confère une prébende à un Pierre de Creney docteur de Paris.

## Biographie
Michel de Creney est vraisemblablement né à Creney, un village à environ 4 km à l'est de Troyes.
Il fait ses études à Paris, au collège de Navarre où il obtient le degré de maître ès arts en février 1366. Le 1er juin 1468 il est élu procureur de la nation. L'acte de la dédicace de la chapelle du collège de Navarre, faite par l’évêque de Nevers Pierre de Villiers le 16 octobre 1373, lui donne la qualité de « maître de tous les artistes du collège ».
Ses mérites viennent à l'oreille du roi Charles V qui lui confie en 1378 l'éducation de son fils le futur Charles VI. Vers cette époque Creney est chanoine de Saint-Quentin, sous-aumônier du roi et, chanoine de la Sainte-Chapelle.
Charles VI devient roi en 1380. En 1382 il fait de Creney son grand-aumônier. En 1386 il propose à Creney de le suivre en Angleterre - ce qui augmente les appointements de ce dernier. Et en 1388 il en fait son confesseur.

### Épiscopat d'Auxerre
L'épiscopat d'Auxerre venant à vaquer à la suite du décès de Ferric Cassinel (empoisonné en mai 1390), Charles VI le nomme évêque d'Auxerre sans pour autant que Creney ne quitte ses fonctions à la cour : ce dernier fait son entrée solennelle à Auxerre plus de 10 ans après sa nomination à cet évêché. Il en prend cependant possession, et confie le spirituel de son diocèse à un vicaire général, nommé Jean du Pont, qui est aussi son official et devient plus tard grand-archidiacre d'Auxerre. Aux quatre-temps du carême de 1393 il vient à l'abbaye Saint-Marien d'Auxerre, de l'ordre des prémontrés, pour une ordination. Vers cette même année il fait commencer le pouillé contenant toutes les charges et recettes de tous les bénéfices hôpitaux et léproseries du diocèse. 

Le 23 septembre 1397 il réunit deux chapellenies de la chapelle du petit Saint-Étienne située dans le cloître du chapitre, à celle de Notre-Dame fondée dans la même chapelle. Plus tard, les charges et revenus de ces trois titres ont probablement été attribués à un autel de la paroisse Saint-Renobert car un culte à saint Étienne et saint Denis y était encore en vigueur au XVIIe siècle. 

Toujours en 1397 il poursuit deux procès commencés du temps de son prédécesseur : l'un concernant la léproserie de Toucy, l'autre pour un ancien droit du doyenné. Et le 28 novembre 1397 il réunit le prieuré Saint-Loup de Cézy (près de Joigny) à l'abbaye Saint-Père d'Auxerre pour remédier à l'insuffisance de revenus de Saint-Père ; préalablement à cette union définitive, les deux établissements avaient été unis pour la durée de la vie de l'abbé Jean. 

Il joue aussi le rôle de médiateur pour régler la question de la charge de trésorier de la cathédrale, un problème qui se termine avec le traité appelé Nazaris, du nom de celui avec qui le chapitre transige en 1398.
Pendant sa longue absence, le chapitre d'Auxerre demande parfois à d'autres prélats de célébrer des offices à sa place. C'est le cas pour le jacobin Guillaume de Vallan, évêque d’Évreux originaire du diocèse d'Auxerre et qui, en visite à Auxerre en octobre 1396, célèbre la Toussaint de cette année-là dans la cathédrale. D'autres événements de son ressort sont également assurés par d'autres prélats. Ainsi l'abbé de Saint-Germain d'Auxerre ayant demandé le transfert des reliques de saint Thibaud « Confesseur » depuis le prieuré de Beaumont (Saint-Thibaud-des-Bois, à environ 8 km au nord d'Auxerre) jusqu'à son abbaye, Creney donne son accord pour que l'évêque de Nevers Philippe Froment effectue ce transfert - ce qui est fait le mercredi d'après Pâques de l'an 1400.
Le temporel
Un arrêt du parlement du 5 janvier 1391 l'oblige à reconnaître le bailliage d'Auxerre au lieu du bailliage de Villeneuve le Roi. Colart de Calleville, bailli de Sens et d'Auxerre, tient des assises à Auxerre en 1392 ; Creney y fait publier la transaction que son prédécesseur Pierre de Villaines (1344-1347) a faite avec Jean de Chalon comte d'Auxerre et avec le chapitre, concernant les limites de la juridiction temporelle.
Les héritiers de son prédécesseur immédiat Ferric Cassinel devant à l'évêché 7 750 florins, il obtient du pape un rescrit daté d'Avignon le 22 mars 1393 pour les contraindre de payer.
En 1393 il fait un concordat avec l’abbé de Saint-Satur dans le Berry, sur le prieuré de Saint-Amâtre sur lequel l'évêque a un droit,.
En 1394 le roi rend hommage à l'évêque pour le comté d'Auxerre, par procuration donnée à Philippe de Savoisy, baron de Seignelay et sénéchal du roi.
Il siège au parlement en janvier 1392 lorsque Louis duc d'Orléans et frère du roi Charles VI est nommé gouverneur du royaume.
Il participe à la conférence convoquée par le roi en 1394 pour rétablir la paix dans l’Église, et à d'autres réunions (août 1396, 18 janvier 1397).
Installation à Auxerre
En 1399 des maladies s'installent à Paris, se faisant particulièrement sentir vers la saint-Jean (21 juin) ; Creney est de ceux qui quittent la ville à cette époque, dont une vingtaine d'évêques. Creney n'en vient pas pour autant ç Auxerre mais commence à y penser, et deande au roi de désigner un représentant pour la cérémonie d'entrée,.
Il fait son entrée solennelle à Auxerre le 5 juin 1401
En 1401 il consent un accord touchant la juridiction spirituelle du chapitre. Michel de Creney nomme chanoine de sa cathédrale Renaud de Fontaines, futur évêque de Soissons, et lui donne la cure de Varzy.
Mort
Il meurt le 13 octobre 1409 dans l'hôtel des évêques d'Auxerre à Paris. Il est enterré dans l'église des Chartreux à Paris.